# David Shire
David Shire (Búfalo, Nueva York; 3 de julio de 1937) es un compositor de canciones estadounidense, especialmente recordado por haber compuesto en 1979 junto a Norman Gimbel la canción It Goes Like It Goes. Esta canción estaba incluida en la banda sonora de la película Norma Rae y ganó el premio Óscar a la mejor canción original de dicho año 1979.
También ha compuesto la banda sonora de la película Return to Oz, una secuela de la famosísima película del año 1939 El mago de Oz.

## Premios y reconocimientos
Premios Óscar
| Año  | Categoría              | Canción                 | Trabajo nominado | Resultado |
| ---- | ---------------------- | ----------------------- | ---------------- | --------- |
| 1980 | Mejor canción original | "It Goes Like It Goes"  | Norma Rae        | Ganador   |
| 1980 | Mejor canción original | I'll Never Say 'Goodbye | Promesa de amor  | Nominado  |